# La Sainte Famille (La Perla)
La Sainte Famille dite La Perla est une peinture religieuse de Raphaël. Le tableau est actuellement conservé au Musée du Prado à Madrid (Espagne).

## Histoire
L'œuvre a été commandée à Raphaël par Ludovico Canossa et a appartenu successivement aux ducs de Mantoue, Charles Ier d'Angleterre et Luis de Haro qui la céda à Philippe IV d'Espagne.
L'œuvre est appelée La Perla (« La Perle ») par Philippe IV d'Espagne qui la considérait comme la peinture la plus précieuse de sa collection.
L'œuvre est citée par Baldassare Castiglione dans une lettre de 1520. Giorgio Vasari en fait probablement mention, parlant d'une « nativité ». Il a appartenu au comte Lodovico Canossa (1472-1532, puis passe, après plusieurs mains, dans la collection du roi Philippe IV d'Espagne, ce dernier le surnommant La Perla car constituant « la perle » de sa pinacothèque.

## Thème
Conformément à l'iconographie chrétienne de la Sainte Famille, le tableau représente Marie et  l'Enfant Jésus accompagnée de sainte Élisabeth et du petit saint Jean.

## Description
Les personnages saints sont groupés au centre du tableau rapprochés étroitement les uns les autres.
La Vierge Marie, habillée de ses couleurs traditionnelles rouge et bleu, est assise tenant de sa main droite sainte Élisabeth par l'épaule. Elle tient de sa main gauche l'Enfant Jésus assis sur ses genoux, son petit pied nu gauche posé sur le berceau et qui échange avec sa mère un tendre regard. Sainte Élisabeth, portant turban,  a  les yeux baissés et mi-clos,  le menton posé sur son poing, accoudée sur son genou,  juste derrière la tête de Jésus.
Le petit saint Jean est habillé de sa traditionnelle peau d'animal et semble se diriger vers l'enfant Jésus.   
Une ouverture en haut sur le coin droit donne sur un paysage avec des édifices classiques, une vallée, un pont, des collines avec des reflets bleutés  se confondant dans un ciel bleu.
Sur la gauche au fond derrière une colonne sous des arcs classiques, on note la silhouette d'un personnage saint portant une fine auréole.
Tous les personnages saints, hormis l'Enfant Jésus, portent une auréole limitée à un cercle doré et fin.
Le parterre du pré est agrémenté surtout sur le coin droit au premier plan d'herbages détaillés.

## Analyse
Comme dans les autres œuvres précédentes, Raphaël met l'accent sur l'importance du paysage et de l'intérêt pour l'éclairage des contrastes, en raison de ses retrouvailles avec Léonard de Vinci à Rome (1513 à 1516). L'influence de Léonard se retrouve dans l'arrangement pyramidal des personnages.
Les regards et les gestes se mélangent savamment en un ensemble étudié mais dont l'effet produit est extrêmement simple et naturel avec un ton serein.
Le détail des herbes au premier plan et l'habillage en fond par un paysage rappellent le style de Léonard de Vinci. 
Ce tableau est considéré essentiellement de la main de Raphaël, même si ses assistants ont pu y faire quelques touches.

## Sources
- Voir liens externes